# Сара Кеј (књижевни лик)
Сара Кеј (енгл. Sarah Kay) је илустровани лик аустралијске илустраторке Вивиен Кабос (енгл. Vivien Kubbos) и главна јунакиња серијала дечјих сликовница и кратких романа. Настала је 70-их година, прво као илустрација за рођенданске честитке и убрзо постала популарна широм света. Данас је светски бренд и може се наћи, осим у бројним књигама и као илустрација на готово свим производима намењеним деци - од посуђа и школског прибора до одевних предмета.
Прве књиге у којима се Сара Кеј појавила као главни лик, правог имена Сара Стенли, појавиле су се 1980. године. Углавном се ради о кратким причама намењеним деци која су тек научила да читају.

## Историја
Лик ове популарне романтичне девојчице створила је аустралијска уметница Вивиен Кабос (енгл. Vivien Kubbos). Прве илустрације објавила је у Аустралији почетком 70-их година 20. века, на рођенданским честиткама издавачке куће Валентајн Паблишинг (Valentine Publishing). 
Прве књиге о Сари Кеј појавиле су се 1980. захваљујући белгијској издавачкој кући Ediciones Hemma из Лијежа. Прва издања објављена су у Немачкој, Италији, Шпанији и Латинској Америци. Врло брзо Сара Кеј постала је омиљени лик девојчица широм Европе. Издавач Валентајн Паблишинг трансформисао се у компанију Џон Сандс (Аустралиа) Лимитид (John Sands (Australia) Ltd.), која данас управља овим брендом. 
Крајем 20. века Сара Кеј готово пада у заборав, да би се 2005. поново појавила и постала омиљени лик, пре свега девојчица, али и многих дечака. Данас је ово бренд и лик који се штампа на готово свим производима намењеним девојчицама - од посуђа и школског прибора до одевних предмета. Сара Кеј постала је главна јунакиња кратких, илустрованих романа за децу, намењених пре свега деци која су управо научила да читају.

### Ауторка
Занимљива је и ауторка ових књига. Упркос огромном успеху широм света она крије свој приватни живот од јавности и готово је немогуће видети је у медијима и новинама. Живи у предграђу Сиднеја. Завршила је Академију уметности и већ у 20. години почела је да ради као дизајнер у једној рекламној агенцији. Из детињства јој је најупечатљивији живот на бакиној и декиној фарми. Када јој се разболела ћерка почела је да слика веселе малишане. Тако је настала Сара Кеј.

## Име лика
Име „Сара” ова илустрована девојчица добила је по кућном љубимцу ауторкиног оца, а наставак „Кеј” је додала као део свог идентитета (К од Kubbos - слово „К” се у енглеском језику изговара „Кеј”). Право име овог лика у романима и причама је Сара Стенли.

## Опис лика
Сара Кеј је романизовани лик сеоске девојчице црвене косе и са пегицама на носу, одевене у чипкасте блузе, излизане фармерке, са неизоставним сламнатим шеширом и често без обуће. Најчешће је приказана у амбијенту врта или породичног дома, окружена пријатељима, биљкама и животињама. Њени пријатељи су узорне девојчице и лепо васпитани дечаци.
Приче у романима прате живот Саре Кеј у време када је, као сасвим мало дете, живела на фарми својих родитеља. Све згоде и незгоде из живота ове живахне и изузетно радознале девојчице испричане су са пуно топлине и љубави, промовишући љубав, пријатељство, топлину дома, бригу о природи... Приче, као и илустрације одишу носталгијом, лепотом и романтиком једног чаробног света хармоније, топлине и позитивних осећања. Ови кратки романи намењени су пре свега деци која су тек научила да читају.

### Наслови у серијалу прича о Сари Кеј
- Мала књига пријатељства
- Закари Вудам
- Добро дошао у породицу
- Сјајне налепнице Саре Кеј
- Мој мали дневник
- Слатке приче (колекција од 5 књига)
- Сви на забаву
- Стижу празници
- Какав дан!
- Баш те волим!
- У башти
- Једна година са Саром Кеј
- Рођење у Лејктауну
- Сидони Флокет
- Љупке приче Саре Кеј
- Венчање у Лејктауну
- Тата Том је нестао!
- Тајна госпођице Сајмон Фрели
- Мала крадљивица
- Торнадо над Лејктауном
- Писмо Сари
- Велика књига Саре Кеј[5]

## Културолошки утицај
Занимљив је културолошки утицај који су илустрације Саре Кеј имале су у Аргентини. Оне су се тамо појавиле 1979. године, усред војне диктатуре. Социолошкиња Паола Калдо (Paula Caldo) анализирала је илустрације Саре Кеј и утицај које су ти цртежи оставили на женственост. У то време цензуре појавила се серија илустрација на којима су се дечаци и девојчице играли и радили у атмосфери љубави, пријатељства и срећа. Било је то 140 цртежа потписаних брендом „Сарах Каи“, лишених свих речи, у земљи у којој људи нестају, а деца губе породице. Калдова сматра да су ови цртежи у великој мери утицали на женственост аргентинских девојака тог времена. Ове илустрације појављују се у тренутку када се појављује критички поглед на жене, када оне почињу саме да одлучују о свом животу и улога супруге се доводи у питање. У тренутку када почиње да се формира милитантна и револуционарна жена, која одлучује да не буде мајка и не удаје се, појављују се ови производи који у великој мери наглашавају место породичне жене која се креће у јавности, али у себи носи вредности дома, бригу за породицу, посвећености другима. То је било место које је жени додељено крајем 19. века и сводило се искључиво на бригу о другима. Према речима Паоле Калдо, уредништво издавачке куће Атлантида одлучује да ове илустрације објави како би се обучавале жене у време цензуре, када није било могуће ништа купити или прочитати, што је вероватно допринело таквој популарности ових цртежа. Према њеном мишљењу, Атлантида је могла тих 70-их година слободно да објављује Сару Кеј јер је то било у функцији политике државног тероризма...